# 台灣煤礦
臺灣煤礦從十七世紀起就有開採紀錄，並透過東亞海運網絡輸往馬尼拉，巴達維亞，甚至到達印度東岸。十九世紀中期，因為價格較低，各國輪船開始到基隆加煤。臺灣煤礦產業化則是自1876年清朝政府在基隆八斗子的第一個官方經營的煤礦，到2019年新平溪煤礦放棄礦權為止，共經歷了約143年。而台灣煤礦的分布，北起基隆，南至南投集集大山、嘉義阿里山和澎湖群島，但因開採價值以及交通運輸問題，台灣煤礦的主要開採地集中於苗栗以北的地區。
臺灣的煤礦主要形成於第三紀的中新世時代生成，以含煤礦層為木山層、石底層及南庄層有較高的經濟價值，台灣出口的煤主要是石底層煤（又稱柴煤），石底層即所謂中部夾煤層，因此又有「臺灣煤」之稱。而品質最優良的煤礦出產於四腳亭以及崁腳地區，曾為日本海軍保留煤田。

## 荷蘭殖民和清代
雖然直到1876年，台灣始有第一個官礦，但根據諸羅縣誌物產志和雜記志中記載，在荷蘭人統治時期，即有開採的記錄。1661年-1683年的明鄭時代，對台灣的煤礦並未積極開發。清朝乾隆年間，以開挖既甚恐傷龍脈為由，禁止民間私自開採礦產（淡水廳志，賦役志）。1842年，中英簽訂南京條約，當時雖然仍然禁止採礦，但是英美等國，在1847年至1865年間，不斷到台灣勘查煤礦並有貿易行為，1864年全台輸出的煤達4315噸。1870年，促使台灣煤礦開採就地合法的原因，是清政府在福建省開始興建造船廠，而福建煤礦交通不便，台灣煤礦就成了支援造船廠的來源之一。
1874年，清廷在筹议海防事宜时，总理船政大臣沈葆桢与直隶总督兼北洋通商大臣李鴻章再次提出开办煤铁矿的建议。翌年5月，清廷批准二人的奏请，明确“先在磁州、台湾试办”。
1876年後，沈葆禎開基隆八斗子，開始台灣第一座官礦，引進新式的機械化採礦設備，開鑿深90公尺，直徑約4公尺的直井，並以軌道運輸，是亞洲第二座現代化煤礦。但由於清朝官僚體系管理因素、大量冗員，加上沒有繼續聘用英國技師，1879年官礦產量大幅減少，在中法戰爭爆發那年（1884年），當時台灣的巡撫劉銘傳下令拆除坑口機器設備藏於後山，燒棄存放在清朝海關前面儲煤場的15000噸左右存煤。中法戰爭之後，雖然欲試辦官商合作開採，但因資本不足以及技術落差，無法恢復1878年的榮景，但福州船政局以及各國輪船需求，私人經營礦場成為煤炭主要供應來源，五煤行也成為對官方供應煤礦的主要供應商。

## 台灣日治時期
台灣日治時期，1896年台灣總督府頒布「台灣礦業規則」並實施，但第二條規定了「經營礦業只限於日本國民為之」：只限於日本國民方能為礦業公司或礦業團體之董監事及其股東，因此全台只有4個礦區。雖然日本政府在1897年對台灣礦業展開調查，但直到1905年，台灣的礦產量並沒有大幅增加，又因為技術和交通問題，到1908年台灣縱貫鐵路完成前，台灣南部的煤礦以進口為主。1905年，基隆田寮港煤礦設置蒸氣鍋，是台灣機械採礦的開始。且1906年後，日政府逐漸開放煤田，並引進新技術。
第一次世界大戰爆發後，為因應相關工業的需求，台灣煤礦也出口到日本。日本政府也和日本財團合作，將台灣煤礦出口到中國大陸華南和東南亞地區。1917年後，台灣製糖業和其他工業的發展，促使日本政府對台灣煤礦開發的開放，1917年新增了81個礦區，1918年，增加到113個。礦產量到1919年，突破百萬。一次大戰過後，1920-1926年台灣煤礦有生產過剩的現象。
1933年，台灣民間礦主組織「台灣炭業組合」類似公會的組織，1938年日本政府統一日本國內的炭煤制度，加強台灣炭業組合的公會能力，並成立「台灣石炭商組合」。
第二次世界大戰期間，因為日本戰事不利，加上礦場遭到轟炸，台灣煤產量下降。1941年日本改組台灣總督府殖產局礦務課為礦工局，成立「台灣石炭株式會社」，自此台灣煤炭產銷和管制走入制度統一的時代。

## 中華民國時期

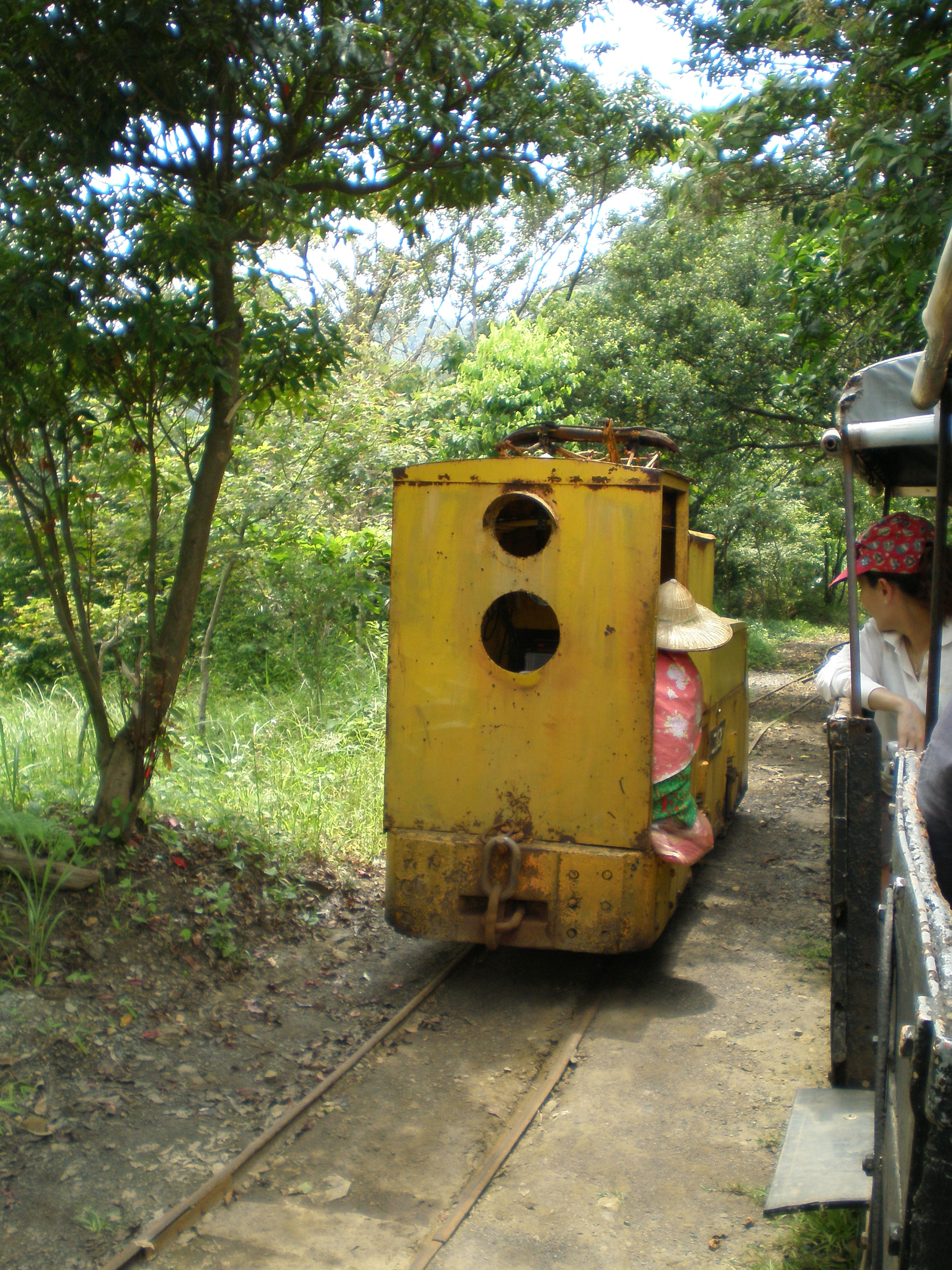
新平溪煤礦電力機車。

1945年，日本結束在台灣的殖民統治，台灣炭業組合改名台灣省煤礦公會。臺灣省行政長官公署工礦處煤業監理委員會將日產接受、改制，之後成立「台灣工礦股份有限公司」，接收「台灣石炭統制株式會社」，改組為「台灣省石炭調整委員會」。
1949年中華民國政府遷到台灣，因為失去外銷市場，煤業曾一度停止生產，但隨著工業發展的需要，1951年的煤產量回到一年165萬噸，主要供應給電力公司發電使用。1950年代到1960年代政府對煤業的政策採半管制，1954年改組的「煤業調整委員會」對台灣煤業的態度為僅收購公營企業所需燃煤，其餘由業者自行銷售。加上社會環境發展，台灣煤產的開發過剩，煤礦公會代表李建和等人向立法院陳請，在1958年政府廢止徵購辦法並准許部分外銷。
台灣煤礦產量到1960年的年產量將近400萬公噸，但嚴重的生產過剩，導致礦場相繼倒閉，1958年有382礦場，1960年剩319礦，1964年減為281礦。而1960年代到1970年代，能源的使用逐漸轉移到石油燃料，雖因1973年的石油危機台灣煤產量曾回到300萬噸的量，隨後的低油價政策，使台灣煤業走向末期。
在1970年代這個台灣煤業的末期，立法院制定《礦場安全法》，維護礦場安全；「臺灣區煤礦業職業訓練委員會」成立，從事礦工的技能訓練。而1984年至1985年台灣數個礦坑的嚴重災變，加上石油能源和進口煤的競爭，台灣礦坑接連關閉。
2000年，台灣最後四個煤礦場，台北縣三峽鎮的利豐煤礦、裕峰煤礦，新店市山區的安順煤礦以及石碇鄉的台誠煤礦，終於宣告停工，台灣煤業正式畫下句點。
在礦坑陸續結束後，多數礦坑也逐漸消失，只剩極少數被保留下或隱沒於荒煙蔓草間，例如位於新北市平溪區的[[台灣煤礦博物館]/[新平溪煤礦博物館]]，即是由1965年-1997年的新平溪煤礦公司的礦場所改建。1994年，吳念真導演拍攝的電影《多桑》即是以礦坑作為電影背景。

## 臺灣礦坑災變

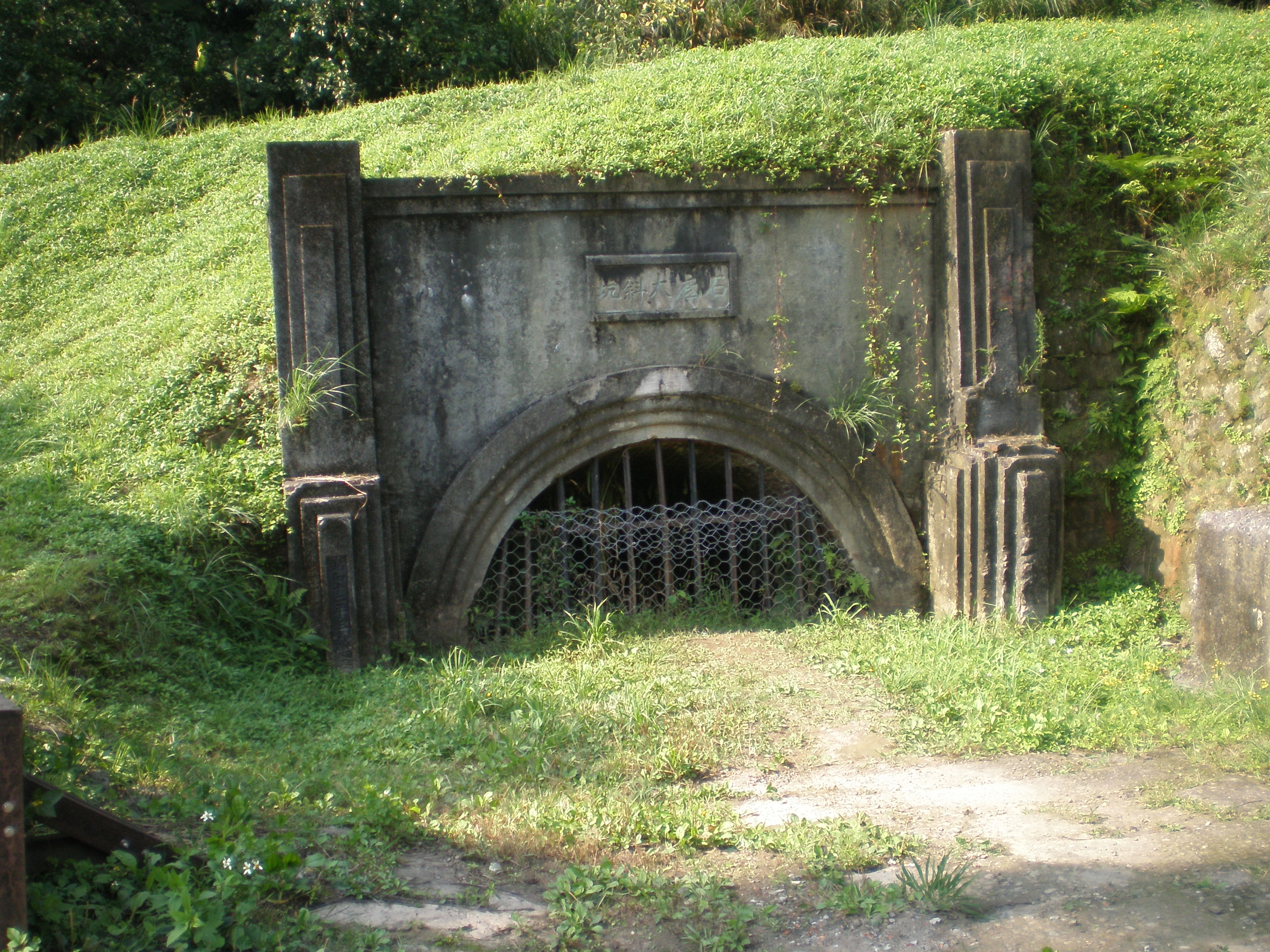
石底大斜坑，新北市平溪區。

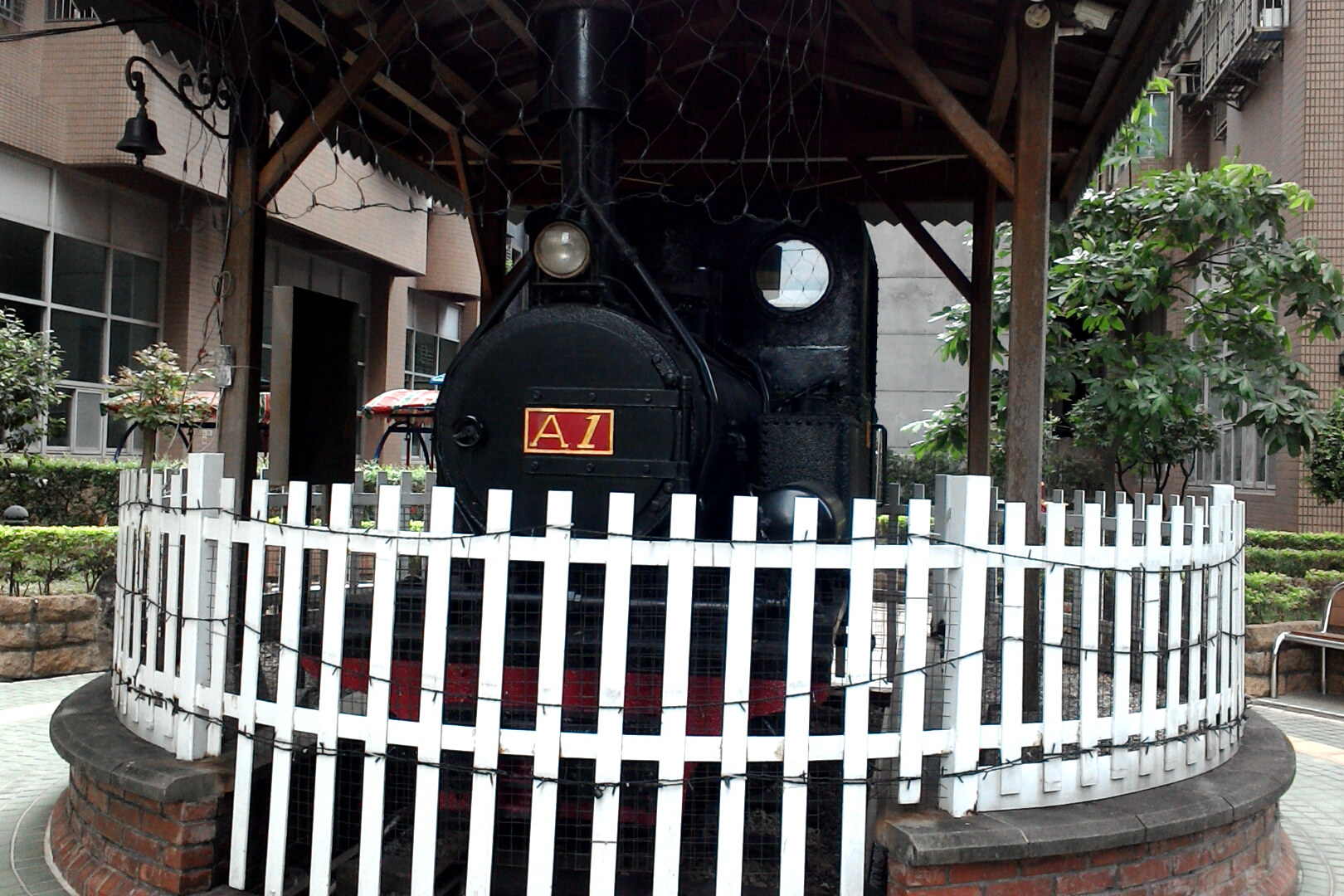
三峽炭礦A1號蒸汽機車。

- 1969年，侯硐瑞三煤礦災變，37人死亡、2人受傷。
- 1969年12月，台北縣三峽鎮金敏煤礦兩名礦工因瓦斯中毒死亡。[6]
- 1969年12月20日，台北縣雙溪礦業公司本坑發生災變，2死3重傷，38人受輕傷。[7]
- 1970年6月21日，台北縣瑞芳鎮三功礦場發生瓦斯爆炸，礦工5人罹難。[8]
- 1971年12月1日，基隆七星煤礦災變，42人死亡、2人重傷、3人輕傷。
- 1977年5月5日，基隆七堵福基煤礦災變，5死14人傷。[9]
- 1980年3月21日，瑞芳永安煤礦災變，34人死亡。
- 1982年3月25日，內湖福田煤礦場因「瓦斯突出」發生災變，13死33人傷。[10]
- 1984年，台灣發生多起重大礦災，共造成289人死亡；其中台灣北部的三次嚴重災變共造成至少277人死亡，一連串事故敲響台灣煤礦業的喪鐘。
  - 1984年6月20日，當時台北縣土城鄉的海山煤礦發生災變，由於台車第7車和第8車的插哨沒有插好，造成台車滑落，又因為撞擊到高壓電，引發的火花和漫布在空氣中的煤粉接觸，引發爆炸，未在撞擊過程中喪命的礦工，也因為空氣中布滿了一氧化碳而喪命，該次災變共有74人死亡。
  - 1984年7月10日，隔不到一個月後的7月10日，當時台北縣瑞芳鎮的煤山煤礦也發生了103人死亡，22人輕重傷的災變，是台灣礦業史上最大的災變。[4]
  - 1984年12月5日，臺北縣三峽鎮海山一坑發生災變，共計93人死亡[11]；在將近5天（93小時）後獲救的礦工周宗魯在礦坑中不得已以往生同伴的肉來止飢。[12][13]

## 台灣煤田分布

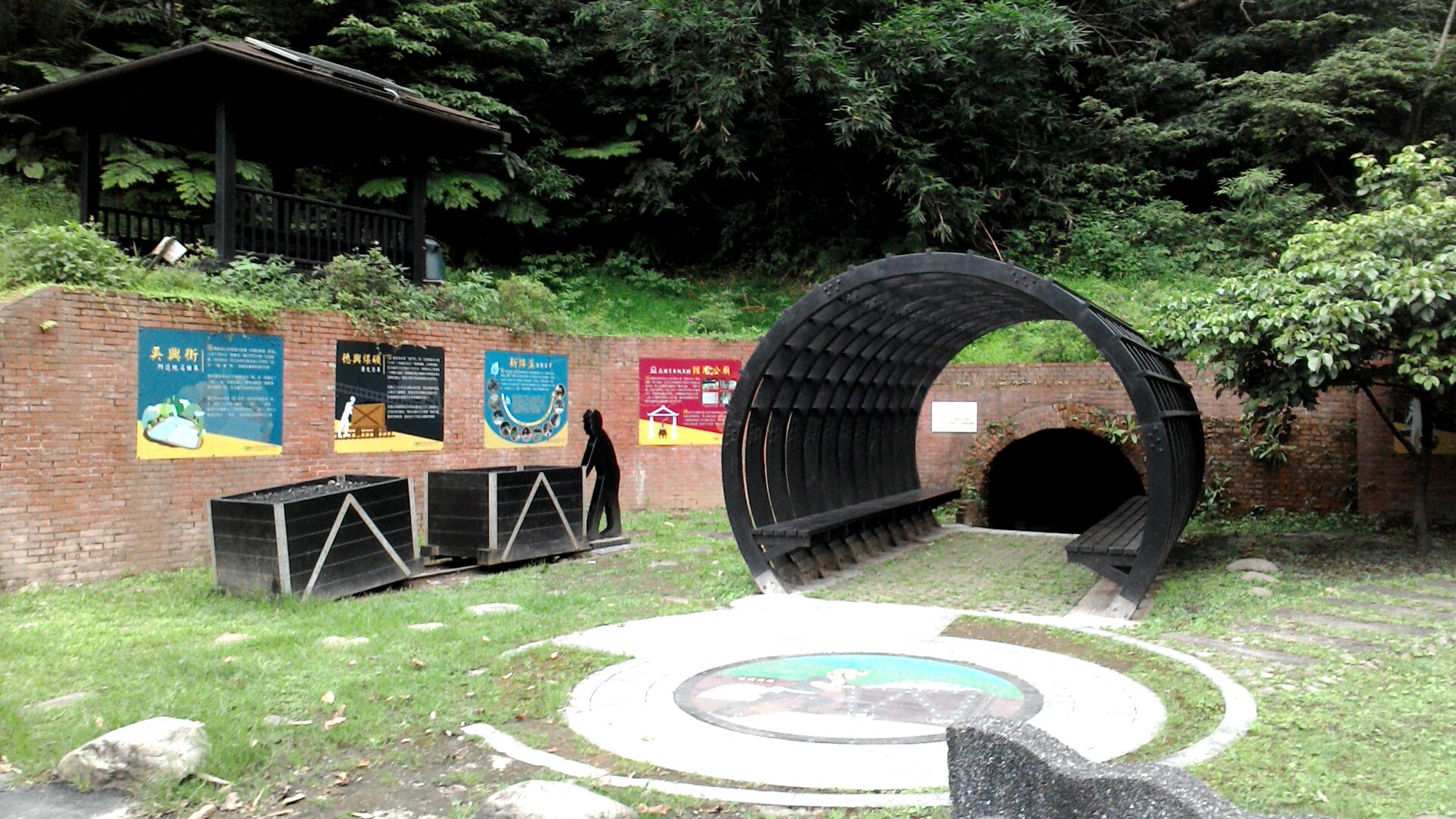
德興煤礦，位於台北市信義區。

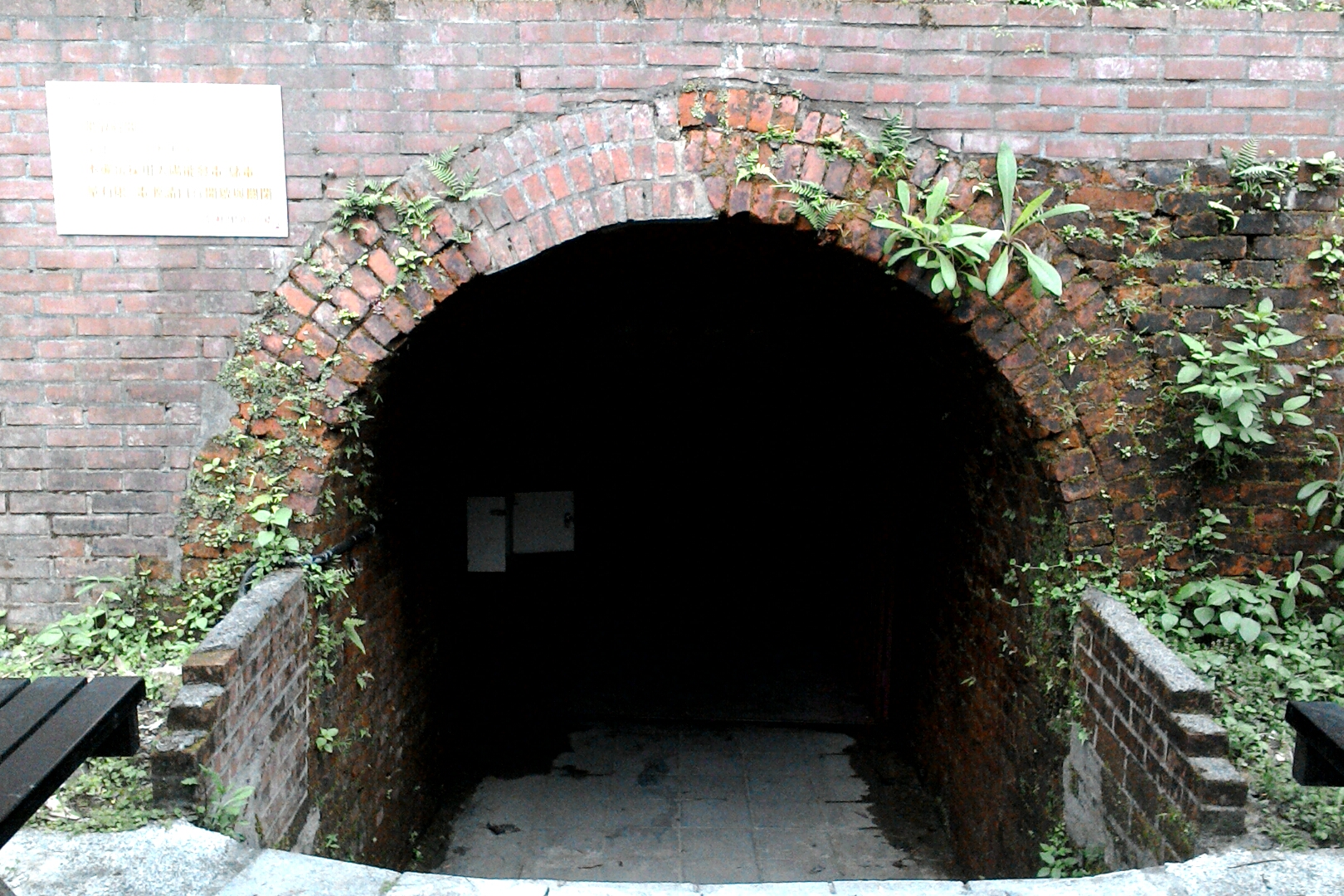
德興煤礦坑口。

| 煤區       | 區域                                                           | 主要夾煤層                           |
| ---------- | -------------------------------------------------------------- | ------------------------------------ |
| 基隆煤田   | 鼻頭、澳底、瑞芳、深澳坑、雙溪、頭圍、金包里、基隆、汐止、暖暖 | 主為中部夾煤層、次為上部及下部夾煤層 |
| 台北煤田   | 南港、石碇、山仔腳、中和、新店、三峽、外雙溪                   | 主為中、下部夾煤層次為上部夾煤層     |
| 新竹煤田   | 關西煤田、油羅至北埔、嘉樂煤田                                 | 中部夾煤層為主、偶有上下部夾煤層     |
| 南庄煤田   | 竹南區獅頭山、苗栗區出磺坑、竹東區五指山、鹿場、橫龍           | 主為上、中部夾煤層                   |
| 南投煤田   | 南投區九分二山、集集大山                                       | 上部及中部夾煤層                     |
| 阿里山煤田 | 嘉義阿里山                                                     | 上部及中部夾煤層                     |

## 相關詞條
- 基隆顏家
- 煤礦
- 臺灣煤礦博物館
- 新平溪煤礦博物園區
- 台灣地質
- 七星煤礦
- 臺灣礦業鐵路

## 外部連結
- 國語日報社網站 - 台灣的煤礦 （页面存档备份，存于）
- 地質知識服務網地質百科-煤礦 （页面存档备份，存于）
- 煤礦 - 臺灣大百科 （页面存档备份，存于）
- 煤礦風光 4 - 街貓的鐵道網站
- 台灣二十大煤礦 - 鐵道之路（页面存档备份，存于）
- 中華民國鑛業協進會 （页面存档备份，存于）
- 臺灣地質知識服務網 （页面存档备份，存于）
- 臺灣礦業遺址守護聯盟的Facebook專頁

## 延伸閱讀
- 台灣礦業發展困境與展望